# Campeonato Uruguaio de Futebol de 1909
O Campeonato Uruguaio de Futebol de 1909 consistiu em uma competição com dois turnos, no sistema de todos contra todos. O campeão foi o Montevideo Wanderers.

## Classificação[2]
| Pos | Equipe               | Pts | J  | V  | E | D  | GP | GC | SG  |
| --- | -------------------- | --- | -- | -- | - | -- | -- | -- | --- |
| 1°  | Montevideo Wanderers | 35  | 20 | 17 | 1 | 2  | 46 | 10 | 36  |
| 2°  | CURCC                | 34  | 20 | 15 | 4 | 1  | 34 | 16 | 18  |
| 3°  | River Plate FC       | 32  | 20 | 15 | 2 | 3  | 44 | 18 | 26  |
| 4°  | Nacional             | 29  | 20 | 14 | 1 | 5  | 42 | 18 | 24  |
| 5°  | Dublin               | 23  | 20 | 10 | 3 | 7  | 40 | 33 | 7   |
| 6°  | Central              | 16  | 20 | 7  | 2 | 11 | 24 | 31 | -7  |
| 7°  | Bristol              | 15  | 20 | 5  | 5 | 10 | 28 | 40 | -12 |
| 8°  | Colón                | 13  | 20 | 5  | 3 | 12 | 27 | 37 | -10 |
| 9°  | Montevideo           | 11  | 20 | 3  | 5 | 12 | 22 | 39 | -17 |
| 10° | French               | 8   | 20 | 3  | 2 | 15 | 18 | 55 | -37 |
| 11° | Oriental             | 4   | 20 | 1  | 2 | 17 | 18 | 46 | -28 |

|  | Campeão.    |
|  | Rebaixados. |

Promovido para a próxima temporada: Libertad.
| Campeonato Uruguaio de 1909              |
| ---------------------------------------- |
| Montevideo Wanderers Campeão (2º título) |